# Butyrivibrio hungatei
Butyrivibrio hungatei es una especie de bacteria del género Butyrivibrio. Fue descrita en el año 2003. Su etimología hace referencia al microbiólogo americano Robert E. Hungate. Se describe como gramnegativa, aunque posiblemente sea grampositiva con pared delgada como otras bacterias del mismo género. Es anaerobia estricta, móvil por flagelo polar o subpolar. Tiene un tamaño de 0,3-0,5 μm de ancho por 1,5-2,5 μm de largo. Temperatura óptima de crecimiento de 39 °C. Se ha aislado del rumen de vacas y cabras. 